# Furby
Furby (derivado del inglés furball —'bola de pelos'— y baby —'bebé'—) es un juguete animatrónico fabricado actualmente por la compañía Hasbro y que se asemeja a un hámster o un búho. Fue originalmente lanzado en 1998 por Tiger Electronics.
Los Furbys fueron el primer intento exitoso de producir y vender un robot dirigido al mercado doméstico. Un Furby recién comprado, o un Furby que ha sido reiniciado, usualmente comienza hablando completamente en "Furbish", el idioma único que todos los Furbys hablan. Con el tiempo y el uso, su diseño le permite comenzar a hablar palabras y frases en el idioma en el que ha sido programado, en lugar de Furbish. Este proceso ilustraría el modo en que un programa realiza el aprendizaje de una lengua.
Durante los tres años de su producción original se vendieron más de 40 millones de Furbys, con 1,8 millones vendidos en 1998 y 14 millones en 1999. Sus capacidades de habla han sido traducidas a 14 idiomas, incluyendo español, inglés, francés, portugués, alemán, italiano, griego, sueco, polaco, ruso, japonés, coreano, chino y mandarín.

## Historia

### Origen y popularidad
El origen de Furby vino de la mano de Dave Hampton en conjunto con Caleb Chung, a quien conoció durante su trabajo con la compañía Mattel. Para ambos inventores fue clave en la concepción del juguete la influencia de la interactividad desarrollada con la mascota virtual Tamagotchi, principio que los llevó a diseñar e implementar el primer prototipo de Furby en un periodo de 18 meses.
Después de dos intentos de licenciar el prototipo, invitaron al inventor de juguetes y juegos Richard C. Levy a unir sus esfuerzos para vender el Furby.Levy llevó el Furby a Tiger Electronics y Roger Shiffman, de la misma compañía, compró los derechos. La primera aparición pública del Furby fue el 9 de febrero de 1998 en la Feria Internacional Norteamericana del Juguete, realizada en Nueva York, y su lanzamiento fue inicialmente planificado para el 2 de octubre del mismo año.
Al momento de su lanzamiento, los Furbys se vendían por alrededor de US$35,y para la Navidad de 1998 se alcanzó una cifra de 1,8 millones de unidades vendidas.La demanda durante este periodo festivo impulsó un precio de reventa superior a US$100, e incluso se registraron publicaciones de Furbys en periódicos y subastas por más de US$300. El rápido éxito del producto llevó a Hasbro a adquirir Tiger Electronics en 1998 por 335 millones de dólares.
El rápido agotamiento de stock tras el lanzamiento del Furby motivó a los compradores a recurrir a mercados de segunda mano o a sitios web de compraventa como EBay. Para la época navideña de 1999, las ventas de Furbys habían alcanzado alrededor de los 14 millones de unidades, y a los tres años de su lanzamiento superó los 40 millones de unidades vendidas.

### Resurgimiento
Tras un declive en las ventas, en el año 2005 se vio la reintroducción del Furby en el mercado con el lanzamiento del nuevo Furby Emoto-Tronic, el cual se caracteriza por representar emociones de forma más diversa respecto a su predecesor.En abril de 2012, se anunció que Hasbro estaría desarrollando una nueva línea de Furbys, la cual fue lanzada durante el curso del mismo año.
En los Toy Industry Awards de Reino Unido, premiación organizada por la Asociación Británica de Juguetes y Hobbies (BTHA por sus siglas en inglés) y la Asociación de Minoristas de Juguetes de la región (TRA por sus siglas en inglés), el Furby fue elegido como el mejor juguete del año 2012.
En los años venideros se lanzarían dos nuevas ediciones principales: Furby Connect el año 2016 y una nueva línea de Furby el año 2023.

## Tipos de Furbys

### Primera edición (1998 – 2002)
Ya desde los primeros modelos los Furbys podían comunicarse entre sí a través de un puerto infrarrojo ubicado entre sus ojos.Los Furbys comienzan hablando completamente "Furbish", un idioma con palabras cortas, sílabas simples y varios otros sonidos. Sin embargo, están programados para hablar cada vez menos en Furbish y cada vez más en el idioma en el que ha sido programado a medida que se usa. Según la variante, pueden hablar 9 idiomas (español, inglés, francés, alemán, italiano, japonés, sueco, griego y portugués).
Un motor eléctrico sencillo y un sistema de levas y engranajes activan el movimiento de ojos y boca del Furby, mueven sus orejas y lo levantan del suelo en una simulación de movilidad.
Esta edición de Furbys ha resultado de interés entre hackers dedicados al circuit bending para su disección y experimentación con sus capacidades de audio avanzadas y diversas interfaces sensoriales.
El juguete Furby-Shelby incluido en la Cajita Feliz de McDonald's fue lanzado el año 2000 en el Reino Unido, con un total de 8 modelos para coleccionar (4 con un aspecto clásico y 4 con forma de almeja). Estos Furbys pueden cantar entre sí a través de un sensor insertado en sus pies.

#### Furby Babies
En 1999 se introdujo la línea de Furby Babies. Estos modelos son de menor tamaño, tienen voces más agudas y no pueden bailar, pero dejan más rápidamente de hablar exclusivamente Furbish. Además, tienen un vocabulario extendido y diferentes curiosidades y juegos incorporados. Los Furby Babies comprenden un total de 24 versiones en colores diferentes. Todos tienen pestañas blancas y uno de seis colores posibles de ojos.

#### Furby Friends
Esta línea incluye un Furby con un estilo similar a Gizmo de la película Gremlins,un Furby basado en Yoda de la saga Star Wars y un Furby basado en E.T.
Los Shelbys fueron reintroducidos en 2001, con importantes mejoras en la memoria, personalidades variadas y capacidad de comunicarse entre sí, con los Furbys originales y con los Furby Babies. Cuentan también con sensores que les permite percibir sonidos fuertes, detectar y dar aviso cuando están boca abajo, reírse cuando se les "hace cosquillas" y hacer un sonido similar a un ronroneo cuando se les acaricia. Se incorpora además la funcionalidad de alimentarlos metiendo un dedo en su boca.

### Segunda generación (2005 – 2007)
Los Furbys Emoto-Tronic fueron lanzados en agosto de 2005. Son de mayor tamaño que la versión anterior y están diseñados con una cara más emocional y un sistema de reconocimiento de voz. A diferencia de la versión original de Furby, se pueden apagar dando la instrucción de ir a dormir o con el interruptor de encendido/apagado. Cuentan con la capacidad de comunicarse con otros Furbys Emoto-tronic, no así con otros modelos. Carecen de sensores de luz y sensores de movimiento básicos y no responden a sonidos fuertes, a diferencia de los originales. Pueden hablar siete de los 9 idiomas hablados por los Furbys originales, excluyendo el sueco y el griego.

#### Furby Babies Emoto-Tronic
En 2006 se lanzó una nueva versión de Furby Baby, destacando por su apariencia más "infantil" en contraste con el Furby adulto Emoto-Tronic. Tienen considerablemente menos características que el Furby "adulto", con un vocabulario muy limitado y un nivel de interactividad más bajo. Otra característica notable son sus "piernas" móviles que se despliegan cuando está despierto. Este modelo era exclusivo de Europa, aunque también se distribuyó en Estados Unidos a través del sitio web de Hasbro Toy Shop.

#### Furby Funky Emoto-Tronic
Los Furbys Funky se lanzaron en agosto de 2006 fuera de los Estados Unidos. Tienen tres combinaciones de colores (rosa y amarillo, morado y verde, azul y morado), cantan hasta tres canciones nuevas y pueden aprender rutinas de baile, recordarlas y ejecutarlas.

### Tercera generación (2012 – 2015)
Este nuevo Furby fue lanzado en 2012. Se distingue por tener ojos LCD retroiluminados, un rango de movimientos y expresiones más amplio y la capacidad de adaptar su personalidad en reacción al comportamiento del usuario.Fue diseñado en los mismos idiomas de la primera generación, más nuevas variantes en ruso, chino, mandarín, coreano y polaco. El interruptor de encendido y apagado es reemplazado con un botón de reinicio y cuenta adicionalmente con una funcionalidad de apagado después de un minuto de inactividad. Contaba con su propia aplicación iOS y Android, permitiendo la comunicación del usuario con el Furby a través de un sonido de alta frecuencia, pero fue eliminada posteriormente de las tiendas de aplicaciones móviles.

#### Furby Party Rockers
Esta serie fue lanzada en marzo de 2013. Tienen un menor tamaño que la edición de 2012 y están diseñados con personalidades preprogramadas que varían según el modelo.
En lugar de pantallas, tienen ojos hechos de plástico transparente con un respaldo que tiene un patrón estático impreso. Los ojos tienen una luz LED de fondo y la imagen impresa es estereoscópica, por lo que cambia dependiendo del ángulo de visión. Los Party Rockers no tienen partes móviles.

#### Furby Boom
En 2013, aproximadamente un año después de que saliera la serie 2012, se lanzó un nuevo Furby con nuevos colores, nuevas personalidades, y capacidad de interacción con otros Furby Boom y el Furby 2012. Paralelamente, se lanzó una nueva aplicación para iOS y Android llamada Furby BOOM!, que permitía nombrar al juguete y monitorear sus distintas necesidades vitales, las cuales podían ser satisfechas a través de minijuegos.La aplicación fue descontinuada posteriormente de las tiendas de aplicaciones móviles.

#### Furby Boom Furblings
En junio de 2014 fue lanzada la versión de juguete de los Furblings, versiones virtuales de pequeños Furby que se podían criar a partir de huevos en la aplicación móvil Furby BOOM!. Estos tienen capacidad para comunicarse con los Furby Boom y son compatibles con dicha aplicación.

#### Furby Boom Serie Cristal
Lanzada en la navidad de 2014, esta serie implicó un rediseño de las orejas, la cara y los pies respecto a los Furby Boom, incluyendo características similares a una gema, además de un pelaje color neón brillante. Como algunas de las versiones anteriores, este modelo tenía ojos con pantallas LCD. Las aplicaciones iOS y Android fueron rediseñadas, aunque incluyendo las mismas funcionalidades de versiones anteriores. Al igual que el Furby Boom de 2013, tiene la capacidad de interactuar con otros Furbys y con Furblings virtuales. A través de la aplicación, era posible criar hasta 48 tipos diferentes de huevos de Furbling, lo que daba la posibilidad de obtener y criar un huevo dorado.
Además, los Furbys de la Serie Cristal reaccionaban al ser agitados, inclinados o puestos boca abajo, interactuaban al escuchar música, reaccionaban al ser acariciados, recibir cosquillas en la barriga y al tirarles de la cola, y contaban con una funcionalidad de dormir si se tira de la cola durante 10 segundos.

#### Furby Boom Serie Cristal Furblings
A principios de 2015, se lanzó una versión de juguete de los Furblings de la Serie Cristal de Furby Boom que aparecían en la aplicación, con funcionalidades similares a la serie lanzada en 2014.

#### Furbacca
En 2015 fue lanzado un Furby basado en Chewbacca de la saga Star Wars, alrededor de la fecha de estreno de la película El despertar de la Fuerza. Las funcionalidades en torno a la aplicación móvil son idénticas a las del Furby Boom.

### Cuarta generación (2016 – 2017)
En 2016, se lanzó el Furby Connect, con ojos de LCD a color y movimientos más expresivos. El Furby Connect tiene un joystick de plástico traslúcido en la cabeza que se ilumina de diferentes colores cuando se cambia, y es usado para controlar los juegos de Furblings de la aplicación. Además, cuenta con un antifaz para cubrir los ojos del Furby, acción que activa el apagado tras 10 segundos de inactividad.
A diferencia del Furby de 2012 y del Furby Boom, el Furby Connect no cambia de personalidades. Puede cantar canciones que aprende de la aplicación. Este modelo estaba asociado a la aplicación Furby Connect World con un mundo virtual de Furblings con los que interactuar, pero la aplicación fue descontinuada de las tiendas de aplicaciones móviles en 2021. Este modelo solo habla dos idiomas: inglés y ruso.

### Quinta generación (2023 – actualidad)
El 22 de junio de 2023, Hasbro anunció el regreso de una serie Furby con capacidad de más de 600 respuestas y 5 modos activados por voz: bailar, luces de colores, imitación, adivinar el futuro y relajarse. Viene en dos variedades de colores: morado y coral. Existe además una edición limitada de varios colores (Tie Dye) solo disponible en las jugueterías Smyths Toys en Francia, Gran Bretaña e Irlanda.
A diferencia de Furby Connect y Furby Boom, este modelo no está asociado a una aplicación móvil, y en lugar de ojos LCD solo tiene ojos impresos. Posee orejas brillantes y responde al ser abrazado, sacudido, alimentado con una pizza diminuta incluida con el juguete (o con el dedo), y al recibir cosquillas. Incluye como accesorios un collar de cuentas desarmable y un peine. Está disponible en los idiomas español, inglés, alemán, italiano, francés y polaco.

#### Furblets
El 1 de diciembre de 2023, Hasbro introdujo los Furblets, consistentes en una versión pequeña del Furby de la serie 2023 que, a diferencia de este, solo posee capacidad de movimiento en las orejas de forma manual. Vienen en 6 colores diferentes, cada uno con una personalidad distinta, son capaces de interactuar entre sí y con los Furbys de la serie 2023, cantan más de 45 canciones distintas, tienen puntos de interacción en el pico, la frente y la parte superior de la cabeza, e incluyen un pequeño llavero de color que les permite sujetarse a mochilas o bolsos de viaje.

## Frases Furbish-Español
El Furbish es la lengua nativa de los Furbys, compuesto de sílabas simples, palabras cortas y sonidos varios. Un Furby recién comprado habitualmente habla solo Furbish y va incluyendo progresivamente palabras en otro idioma.
Usualmente los manuales de instrucciones incluidos con la compra de un Furby incluyen un breve diccionario Furbish-Español y no todos los Furbys responden cuando se les habla en Furbish.Sin embargo, los Furbys Emoto-Tronic responden a los siguientes comandos de voz hechos en Furbish:
| Furbish                | Español                           |
| ---------------------- | --------------------------------- |
| wee-tah-kah-loo-loo    | Cuéntame un chiste                |
| wee-tah-kah-wee-loo    | Cuéntame una historia             |
| wee-tee-kah-wah-tee    | Cántame una canción               |
| oo-nye-loo-lay-doo?    | ¿Quieres jugar?                   |
| oo-nye-ay-tay-doo?     | ¿Tienes hambre? / ¿Quieres comer? |
| oo-nye-boh-doo?        | ¿Cómo estás?                      |
| oo-nye-way-loh-nee-way | Vete a dormir ahora               |
| oo-nye-noh-lah         | Haz un baile                      |

## Tecnología
De acuerdo al Libro Guinness de los récords, Furby es el primer juguete robótico con inteligencia artificial incorporada.
El código fuente original de Furbyfue escrito en lenguaje ensamblador para una variación del microprocesador 6502, con el objetivo principal de dar la apariencia de inteligencia y capacidad de aprendizaje.
El primer modelo de Furby se basó en un microcontrolador SunPlus SPC81A de estilo 6502, con 80 kilobytes de ROM y 128 bytes de RAM.Su núcleo difería del microprocesador 6502 original en la falta del registro de índice Y. El chip TSP50C04 de Texas Instruments, que implementa el códec de codificación predictiva lineal, fue utilizado para la síntesis de voz.

## Polémicas
El 12 de enero de 1999, el Washington Post publicó un artículo indicando que la Agencia de Seguridad Nacional (NSA) de los Estados Unidos instauró una "Alerta Furbie" que prohibía el ingreso de Furbys a las instalaciones de la Agencia por constituir un riesgo a la seguridad nacional, basándose en la supuesta capacidad de grabar y reproducir audio con sonido sintetizado que puede imitar la señal original.Diversos memos internos de la NSA, publicados bajo la Ley por la Libertad de la Información, revelan que la presencia de Furbys en sus oficinas dio pie a algunos empleados a discutir la posibilidad de que los Furbys repitieran información clasificada al ser expuestos a conversaciones del personal.
Roger Shiffman, el propietario de Tiger Electronics, desmintió lo dicho por la NSA, planteando que si bien Furby tiene inteligencia artificial, no cuenta con capacidades para la grabación.Esto fue confirmado por uno de los inventores de Furby, Dave Hampton, quien además hizo demostraciones de que el juguete viene con frases preprogramadas y que el micrófono solo capta un pitido monótono de los ruidos cercanos, resultando imposible distinguir palabras o cualquier forma de onda.Finalmente, la prohibición de la NSA fue retirada tras realizar investigaciones propias.
El año 2017, otra polémica de seguridad surgió con el lanzamiento del Furby Connect. Sobre la base de una investigación de diversos juguetes con conectividad, la publicación británica Which? argumentaba que cualquier persona podía aprovechar las vulnerabilidades de Bluetooth, Wi-Fi, las aplicaciones móviles y del juguete en sí mismo para conectarse, utilizar el micrófono para hablar al usuario, cargar y reproducir un archivo de audio, lo cual además está facilitado por el hecho de que no se cumplía con mínimos de seguridad como solicitar contraseña o bloquear la conexión a dispositivos no verificados.Ante esta preocupación, Hasbro declaró que estas vulnerabilidades sólo pueden ser explotadas en cercanía física del Furby y con conocimiento técnico de reingeniería de firmware, y que ni la grabación de voz ni el uso del micrófono son posibles.

## Interés investigativo
La particularidad de ser un juguete animatrónico ha llamado la atención de algunos investigadores sobre el Furby. Parte del interés suscitado explora su impacto en la cultura respecto a la interacción entre humanos y robots con rasgos animales,su aporte en el cambio de paradigma de los juguetes al conceptualizarlos vinculados a las nuevas tecnologías de comunicación,su capacidad de apoyo en el cuidado médico, el aprendizaje de habilidades cognitivas y el desarrollo del comportamiento.

## Adaptación al cine
En noviembre de 2016, Bob Weinstein anunció que una adaptación cinematográfica de Furby sería producida por The Weinstein Company. Los ejecutivos de Hasbro, Stephen Davis y Josh Feldman indicaron que la película contenía tanto acción en vivo como animación por computadora.
The Weinstein Company se acogió al Capítulo 11 de la Ley de Quiebras el 19 de marzo de 2018, y el 16 de julio del mismo año la compañía vendió sus activos a Lantern Entertainment.Producto de lo ocurrido, no está claro si la compañía acreedora le va a dar continuidad al proyecto.